# Nova's Dream
Nova's Dream è il quinto album del musicista rock/AOR Aldo Nova. Il disco è uscito nel 1997 per l'etichetta discografica BMG.

## Tracce
1. "My Soul to Keep" – :55
2. "Is There Anybody There?" – 3:35
3. "Dreamwalk" – 4:01
4. "Are You Inexperienced?" – 1:46
5. "Excuse Me While I Scream!!!" – 6:30
6. "The Pressure's Killing Me" – 1:01
7. "Pressure Cooker" – 4:53
8. "Falling Back/An Angel Whispered" – 4:32
9. "Freedom" – 9:18
10. "Where Am I Now?" – :22
11. "Elaye" – 5:57
12. "Dada" – :06
13. "Coming Home" – 4:39
14. "Lighting Up" – :09
15. "Mary Jane" – 1:51
16. "Carlito's Way" – 5:18
17. "Wake Up!!!" – 1:02
18. "The End" – 6:19

## Formazione
- Aldo Nova - voce, chitarra, basso, tastiera
- Jeff Smallwood - chitarra
- Tino Izzo - chitarra
- Jeff Smallwood - chitarra
- Sylvain Bolduc - basso
- Dennis Chartrand - tastiera
- Andre Proulx - violino